# 4-та повітряна армія (СРСР)
Четве́рта пові́тряна а́рмія, 4 ПА (колишня 37-ма Повітряна армія) — авіаційне об'єднання, повітряна армія військово-повітряних сил СРСР під час радянсько-німецької війни.

## Командування
- Командувачі:
  - генерал-майор авіації, з травня 1943 генерал-лейтенант авіації, з жовтня 1943 — генерал-полковник авіації Вершинін К.А. (7 травня — 8 вересня 1942; 1 травня 1943 — до кінця війни);
  - генерал-майор авіації Науменко Н.Ф. (8 вересня 1942 — 1 травня 1943).